# Alberto Uy
Alberto Sy Uy (ur. 18 października 1966 w Ubay) – filipiński duchowny katolicki, biskup Tagbilaran w latach 2017–2025, arcybiskup metropolita Cebu (nominat).

## Życiorys

### Prezbiterat
Święcenia kapłańskie otrzymał 14 kwietnia 1993 i został inkardynowany do diecezji Talibon. Pracował głównie w kilku seminariach duchownych na terenie Filipin. W latach 2012–2016 był wikariuszem biskupim ds. duchowieństwa.

### Episkopat
13 października 2016 został mianowany biskupem ordynariuszem diecezji Tagbilaran. Sakry biskupiej udzielił mu 5 stycznia 2017 metropolita Manili - kardynał Luis Antonio Tagle.
16 lipca 2025 papież Leon XIV mianował go arcybiskupem metropolitą Cebu.